# Vladislav Blintsov
Vladislav Blintsov (en ruso: Владислав Блинцов; 5 de abril de 1996) es un deportista ruso que compite en piragüismo en la modalidad de aguas tranquilas.
Ganó una medalla de oro en el Campeonato Mundial de Piragüismo de 2018 y dos medallas de bronce en el Campeonato Europeo de Piragüismo, en los años 2016 y 2017. En los Juegos Europeos de Bakú 2015 consiguió una medalla de plata en la prueba de K4 1000 m.

## Palmarés internacional
| Campeonato Mundial | Campeonato Mundial          | Campeonato Mundial | Campeonato Mundial |
| Año                | Lugar                       | Medalla            | Competición        |
| ------------------ | --------------------------- | ------------------ | ------------------ |
| 2018               | Montemor-o-Velho (Portugal) | Medalla de oro     | K2 500 m           |
| Juegos Europeos    |                             |                    |                    |
| Año                | Lugar                       | Medalla            | Competición        |
| 2015               | Bakú (Azerbaiyán)           | Medalla de plata   | K4 1000 m          |
| Campeonato Europeo |                             |                    |                    |
| Año                | Lugar                       | Medalla            | Competición        |
| 2016               | Moscú (Rusia)               | Medalla de bronce  | K4 500 m           |
| 2017               | Plovdiv (Bulgaria)          | Medalla de bronce  | K2 500 m           |